# Cala Major
Cala Major és una platja que es troba al barri homònim de la ciutat de Palma. És una platja urbana, ubicada entre els penya-segats de Cala Major i de Porto Pi. És de sorra, després que a finals del segle XX es va regenerar, encara que s'han mantingut zones de roquer. Una escullera la parteix en dues seccions. La proximitat del Palau de Marivent, residència del cap d'Estat espanyol, motiva que no es permeta el fondeig d'embarcacions, tot i les seues bones condicions.
En aquesta cala hi desemboca el torrent de Cala Major, d'escasses dimensions i de 2,55 quilòmetres quadrats de conca de drenatge.